# Građani (crnomorsko pleme)
Građani, jedno od pet crnogorskih plemena iz Riječke nahije nekad nazivano Šišojevićima. Plemensko područje prostire se jugoistočno od Cetinja, odnosno između brda Svinjštika i Štrbine gdje graniče s plemenom Ljubotinj, te na jug s crmničkim plemenima Dupilo i Brčeli i na zapad s plemenom Podgor. Oba naziva plemena dolaze po plemenski sjedištima, Šišojevići ili Šišovići i Građani. Na mjestu nekadašnjeg velikog sela Šišojevići koje je zbog unutarplemenskih sukoba opustjelo, i danas nalazi maleno istoimeno selo. Plemensko sjedište bratstva Lipovci sa sjedištem u Građanima postalo je plemensko sjedište. Lipovci su bilo jako bratstvo a oblast je uz ugodnu klimu pogodna ratarstvu i stočarstvu. 
Drugo najjače bratstvo su Vojvodići iz radomira, a treće prošireno, obuhvaća prezimena Đukanovići, Ukaševići, Đuraševići i Baše.

## Vanjske poveznice
- Pleme GRAĐANI